# Shape of My Heart
Shape of My Heart ist ein Lied, das 1993 auf dem Album Ten Summoner’s Tales von Sting veröffentlicht wurde und dessen Melodie vom Gitarristen Dominic Miller stammt.
Sting erklärte, im Liedtext zu Shape of My Heart wollte er die Geschichte eines Kartenspielers erzählen, „der nicht spielt, um zu gewinnen, sondern um zu versuchen, etwas herauszufinden; um eine Art mystische Logik im Glück oder Zufall herauszufinden; eine Art wissenschaftliches, fast religiöses Gesetz.“ Sting verwendet das Kartenspiel als Metapher für das Leben. Das Lied wurde für den Abspann des Films Léon – Der Profi mit Jean Reno und Natalie Portman verwendet.

## Verwendung in anderen Liedern
Das Lied inspirierte andere Künstler bzw. sie verwendeten Shape of My Heart in ihren Songs.
| Interpret                    | Lied                           | Album                           | Jahr |
| ---------------------------- | ------------------------------ | ------------------------------- | ---- |
| Nas                          | The Message                    | It Was Written                  | 1996 |
| Monica                       | Take Him Back                  | The Boy Is Mine                 | 1998 |
| Blaque                       | Release Me                     | Blaque                          | 1999 |
| Hikaru Utada                 | Never Let Go                   | First Love                      | 1999 |
| Carl Thomas                  | Emotional                      | Emotional                       | 2000 |
| Lil' Zane                    | Ways of the World              | Young World: The Future         | 2000 |
| Brainpower                   | „Je Moest Waarschijnlijk Gaan“ |                                 | 2001 |
| Craig David featuring Sting  | Rise & Fall                    | Slicker Than Your Average       | 2002 |
| Sugababes                    | „Shape“                        | Angels with Dirty Faces         | 2002 |
| Yvonne Catterfeld            | Gefühle                        | Meine Welt                      | 2003 |
| Menace                       | Der Himmel weint               | Blut, Schweiß und Tränen        | 2006 |
| Shontelle                    | I Crave You                    | Shontelligence                  | 2008 |
| Pastor Troy                  | For My Soldiers                | Attitude Adjuster               | 2008 |
| Kyndall                      | Bullet                         | Still Down                      | 2015 |
| Kabanjak                     | These Streets We Walk          | Grow (feat.The Jungle Brothers) | 2015 |
| Tory Lanez featuring 50 Cent | Pieces                         | Memories Don’t Die              | 2018 |
| Juice Wrld                   | Lucid Dreams (Forget Me)       | Goodbye & Good Riddance         | 2018 |
| Bonez MC & RAF Camora        | Risiko                         | Palmen aus Plastik 2            | 2018 |
| Avicii, Kygo, Sandro Cavazza | Forever Yours (Avicii Tribute) |                                 | 2020 |
| DJ Bandity                   | I Love Bluey                   |                                 | 2022 |

## Cover
2012 veröffentlichte das Vokalsolistenensemble Singer Pur eine Coverversion des Stücks auf dem Album Singer Pur sings Sting. Die kanadische Rockband Theory of a Deadman veröffentlichte im Februar 2017 ein Cover von Shape of My Heart auf YouTube.
Im Rahmen der Aktion „Songs that saved my life“ veröffentlichte die britische Metalcore-Band Oceans ate alaska ein Cover des Songs.